# Metro Light Rail (Minneapolis-Saint Paul)
| Green Line mit Triebwagen Siemens S70 am U.S. Bank Stadium in Minneapolis (2019) |                      |                                                                    |                                      |
| Netz der Metro Light Rail (2021) |                      |                                                                    |                                      |
| Streckenlänge: | 37,8 km              |                                                                    |                                      |
| Spurweite: | 1435 mm (Normalspur) |                                                                    |                                      |
| Stromsystem: | 750 =                |                                                                    |                                      |
| |                      |                                                                    |                                      |
| \| \| \| Northstar Line nach Big Lake \| \| \| \| Target Field \| \| \| \| Warehouse district / Henepin Ave \| \| \| \| Nicollet Mall \| \| \| \| Government Plaza \| \| \| \| U.S. Bank Stadium \| \| \| \| Verzweigung Green Line und Blue Line \| \| \| \| Cedar-Riverside \| \| \| \| Franklin Ave \| \| \| \| Lake St / Midtown \| \| \| \| 38th St \| \| \| \| 46th St \| \| \| \| 50th St / Minnehaha Park \| \| \| \| VA Medical Center \| \| \| \| Fort Snelling \| \| \| \| Terminal 1 Lindbergh \| \| \| \| Terminal 2 Humphrey \| \| \| \| American Blvd \| \| \| \| Bloomington Central \| \| \| \| 28th Ave \| \| \| \| Mall of America \| \| \| \| West Bank \| \| \| \| Mississippi River \| \| \| \| East Bank \| \| \| \| Stadium Village \| \| \| \| Prospect Park \| \| \| \| Westgate \| \| \| \| Raymond Ave \| \| \| \| Fairview Ave \| \| \| \| Snelling Ave \| \| \| \| Hamline Ave \| \| \| \| Lexington Pkwy \| \| \| \| Victoria St \| \| \| \| Dale St \| \| \| \| Western Ave \| \| \| \| Capitol / Rice St \| \| \| \| Robert St \| \| \| \| 10th St \| \| \| \| Central \| \| \| \| Saint Paul Union Depot \| \| \| \| Empire Builder (Chicago, Seattle, Portland) und Borealis (Chicago) \| |                      |                                                                    |                                      |
| |                      | Northstar Line nach Big Lake                                       |                                      |
| Kopfbahnhof Streckenende · Kopfbahnhof Streckenanfang |                      | Target Field                                                       | Target Field                         |
| Haltepunkt / Haltestelle |                      | Warehouse district / Henepin Ave                                   | Warehouse district / Henepin Ave     |
| Haltepunkt / Haltestelle |                      | Nicollet Mall                                                      | Nicollet Mall                        |
| Haltepunkt / Haltestelle |                      | Government Plaza                                                   | Government Plaza                     |
| Haltepunkt / Haltestelle |                      | U.S. Bank Stadium                                                  | U.S. Bank Stadium                    |
| Verschwenkung von links |                      | Verzweigung Green Line und Blue Line                               | Verzweigung Green Line und Blue Line |
| Haltepunkt / Haltestelle · Strecke |                      | Cedar-Riverside                                                    | Cedar-Riverside                      |
| Haltepunkt / Haltestelle · Strecke |                      | Franklin Ave                                                       | Franklin Ave                         |
| Haltepunkt / Haltestelle · Strecke |                      | Lake St / Midtown                                                  | Lake St / Midtown                    |
| Haltepunkt / Haltestelle · Strecke |                      | 38th St                                                            | 38th St                              |
| Haltepunkt / Haltestelle · Strecke |                      | 46th St                                                            | 46th St                              |
| Haltepunkt / Haltestelle · Strecke |                      | 50th St / Minnehaha Park                                           | 50th St / Minnehaha Park             |
| Haltepunkt / Haltestelle · Strecke |                      | VA Medical Center                                                  | VA Medical Center                    |
| Haltepunkt / Haltestelle · Strecke |                      | Fort Snelling                                                      | Fort Snelling                        |
| Haltepunkt / Haltestelle · Strecke |                      | Terminal 1 Lindbergh                                               | Terminal 1 Lindbergh                 |
| Haltepunkt / Haltestelle · Strecke |                      | Terminal 2 Humphrey                                                | Terminal 2 Humphrey                  |
| Haltepunkt / Haltestelle · Strecke |                      | American Blvd                                                      | American Blvd                        |
| Haltepunkt / Haltestelle · Strecke |                      | Bloomington Central                                                | Bloomington Central                  |
| Haltepunkt / Haltestelle · Strecke |                      | 28th Ave                                                           | 28th Ave                             |
| Kopfbahnhof Streckenende |                      | Mall of America                                                    | Mall of America                      |
| Haltepunkt / Haltestelle |                      | West Bank                                                          | West Bank                            |
| Brücke über Wasserlauf |                      | Mississippi River                                                  | Mississippi River                    |
| Haltepunkt / Haltestelle |                      | East Bank                                                          | East Bank                            |
| Haltepunkt / Haltestelle |                      | Stadium Village                                                    | Stadium Village                      |
| Haltepunkt / Haltestelle |                      | Prospect Park                                                      | Prospect Park                        |
| Haltepunkt / Haltestelle |                      | Westgate                                                           | Westgate                             |
| Haltepunkt / Haltestelle |                      | Raymond Ave                                                        | Raymond Ave                          |
| Haltepunkt / Haltestelle |                      | Fairview Ave                                                       | Fairview Ave                         |
| Haltepunkt / Haltestelle |                      | Snelling Ave                                                       | Snelling Ave                         |
| Haltepunkt / Haltestelle |                      | Hamline Ave                                                        | Hamline Ave                          |
| Haltepunkt / Haltestelle |                      | Lexington Pkwy                                                     | Lexington Pkwy                       |
| Haltepunkt / Haltestelle |                      | Victoria St                                                        | Victoria St                          |
| Haltepunkt / Haltestelle |                      | Dale St                                                            | Dale St                              |
| Haltepunkt / Haltestelle |                      | Western Ave                                                        | Western Ave                          |
| Haltepunkt / Haltestelle |                      | Capitol / Rice St                                                  | Capitol / Rice St                    |
| Haltepunkt / Haltestelle |                      | Robert St                                                          | Robert St                            |
| Haltepunkt / Haltestelle |                      | 10th St                                                            | 10th St                              |
| Haltepunkt / Haltestelle |                      | Central                                                            | Central                              |
| Kopfbahnhof Streckenanfang · Kopfbahnhof Streckenende |                      | Saint Paul Union Depot                                             | Saint Paul Union Depot               |
| |                      | Empire Builder (Chicago, Seattle, Portland) und Borealis (Chicago) |                                      |

Metro Light Rail ist das Stadtbahnsystem in den Twin Cities Minneapolis und Saint Paul im US-Bundesstaat Minnesota. Es besteht aus zwei vergleichsweise langen Linien, der Blue Line und der Green Line, die sich in der Innenstadt von Minneapolis einen kurzen Streckenabschnitt teilen.

## Geschichte
Das einst umfangreiche und überregional als sehr erfolgreich gegolten habende Straßenbahn-Netz in den Twin Cities wurde am 19. Juni 1954 stillgelegt. Nach Verkehrsproblemen wuchs in den 1990er Jahren der Wunsch nach einer neuen Stadtbahn. Hauptgrund hierfür war, dass man aufgrund des Wachstums der Metropolregion verkehrstechnisch an ihre Kapazitätsgrenze stieß. Einzige Alternative zum populären privaten Automobilverkehr war das Busnetz der Metro Transit. So trieb vor allem Gouverneur Jesse Ventura den Bau der Stadtbahn voran und stellte bundesstaatliche Unterstützung in Aussicht. Allerdings war die Auswahl der Strecke nicht unumstritten. Streckenführungen von der Innenstadt in die westlichen Vororte und zwischen Minneapolis und St. Paul wurden diskutiert. Dennoch setzte sich die Fahrstrecke zum Flughafen und der Mall of America durch.
Am 17. Januar 2001 begannen die Bauarbeiten. Neben zeitlichen Verzögerungen im Bau stiegen auch die Kosten explosiv an. Die geplanten Ausgaben von 400 Millionen US-Dollar wurden schon bald überschritten und lagen am Ende bei rund 715 Millionen US-Dollar, wovon 424 Millionen vom Bundesstaat Minnesota getragen wurden.
Der reguläre Fahrbetrieb wurde in einer ersten Phase am 26. Juni 2004 aufgenommen, die zweite Betriebsphase begann am 4. Dezember desselben Jahres. Benannt wurde die erste Linie nach der Hiawatha Avenue (Minnesota State Route 55), die einen großen Teil parallel zur Fahrstrecke verläuft.
Probleme bei der Abstimmung der Signalanlagen zwischen dem Straßenverkehr und der Stadtbahn machen 2005 eine Nachrüstung notwendig, deren Kosten bei etwa 400.000 US-Dollar lag. Hierbei wurden die Abstimmungsprobleme der einzelnen Signale beseitigt, um so einen flüssigeren Verkehrsfluss mit kürzeren Wartezeiten zu erreichen.

## Blue Line
Die 19,8 Kilometer lange Blue Line führt von Minneapolis zunächst zum Flughafen Minneapolis-Saint Paul, der unterirdisch erschlossen wird, und weiter in den Vorort Bloomington bis zur Mall of America.
Als Hiawatha Line wurde sie 2004 eröffnet und ist die erste Stadtbahn Minneapolis’ seit den 1950er Jahren. 2008 beförderte sie rund 10,2 Millionen Passagiere. 2009 erfolgte eine kurze Verlängerung um eine Haltestelle im Norden. Der Name wurde 2013 in Blue Line geändert. Der Fahrbetrieb wird von Metro Transit durchgeführt.
Die fünf nördlichsten Haltestellen liegen in der Innenstadt von Minneapolis.
- Die Strecke beginnt am Target Field, einem 2010 eröffneten Baseballstadion. Die Linienverlängerung zu dieser Haltestelle wurde erst im November 2009 eröffnet. Hier besteht eine Umsteigemöglichkeit zur Northstar Line, einer damals neugeschaffenen Eisenbahnverbindung im Personenverkehr, die über einige nördliche Vororte bis in die 64 Kilometer entfernte Stadt Big Lake führt.
- Die Haltestelle Warehouse District / Hennepin Avenue war bis 2009 die nördliche Endstation der Linie. Sie erschließt unter anderem die Basketballhalle Target Center.
- Die Haltestelle Nicollet Mall ist eine vielgenutzte Haltestelle in zentraler Citylage.
- An der Haltestelle Government Plaza steht das Minneapolis City Hall and Hennepin County Courthouse.
- Die Haltestelle U.S. Bank Stadium ist nach einem 2016 eröffneten Footballstadion benannt. Vorher hieß sie Downtown East (2013–2016) und davor Downtown East / Metrodome (2004–2013), nach dem früheren Footballstadion am gleichen Ort.

Danach zweigt die Green Line nach St. Paul ab.
Im anschließenden Streckenteil der Blue Line verläuft die Bahntrasse direkt neben der Hiawatha Avenue, daraus ergab sich der ursprüngliche Name Hiawatha Line. Danach erreicht die Strecke den Minneapolis-St. Paul International Airport, den sie unterirdisch quert. An beiden Terminals des Flughafens befindet sich je eine Haltestelle, zwischen diesen Haltestellen kann die Bahn als Flughafenshuttle kostenlos benutzt werden. Die Strecke erreicht danach den Vorort Bloomington, wo mit der American Boulevard Station im Jahre 2009 ebenfalls eine neue Haltestelle hinzukam. Sie endet am Einkaufszentrum Mall of America.
Die 19 Stationen werden tagsüber im 10-Minuten-Takt angefahren. Abends verkehrt die Hiawatha Line im 30-Minuten-Takt, nachts wird der Fahrbetrieb durch eine vierstündige Betriebspause unterbrochen, nur der Flughafenshuttle verkehrt durchgehend.
In den Jahren 2009 und 2010 wurden alle Haltestellen verlängert, so dass seitdem Züge auch mit drei anstatt davor mit maximal zwei Wagen fahren können.

## Green Line
Seit 2014 gibt es eine zweite Stadtbahnlinie, die Green Line. Sie teilt sich mit der Blue Line die nördlichen fünf Haltestellen, führt dann aber weiter in Richtung Osten zur Schwesterstadt St. Paul. Die Green Line verbindet die Innenstädte der Schwesterstädte Minneapolis und Saint Paul miteinander.
Die Linie wurde im Jahr 2014 eröffnet. In der Innenstadt von Minneapolis teilt sie sich über fünf Haltestellen hinweg den Linienweg mit der Blue Line. Die gemeinsame westliche Endstation ist am Baseballstadion Target Field. Die Green Line führt über den Campus der University of Minnesota und überquert dort den Mississippi auf der Washington Avenue Bridge. In Saint Paul endet sie am historischen Bahnhof Saint Paul Union Depot, einem regionalen Verkehrsknotenpunkt, der von Amtrak-Fernzügen und zahlreichen Buslinien angefahren wird.
Die Linie ist 18 Kilometer lang.

## Metro Transit
Betreiber der Light-Rail-Linien ist Metro Transit, das auch ein öffentliches Nahverkehrsnetz mit Stadtbussen und Expressbussen sowie ein Bus-Rapid-Transit-System mit fünf Linien (Stand 2023) betreibt. Die Pendler-Eisenbahnlinie Northstar Line wird in Kooperation mit BNSF Railway betrieben, ist aber (2025) aufgrund stark zurückggegangener Fahrgastzahlen von der Stilllegung bedroht.
Metro Transit ist ein Verkehrsbetrieb der gesetzlich für die Regionalplanung zuständigen Gebietskörperschaft Metropolitan Council.

## Erschließung des Minneapolis-Saint Paul International Airport

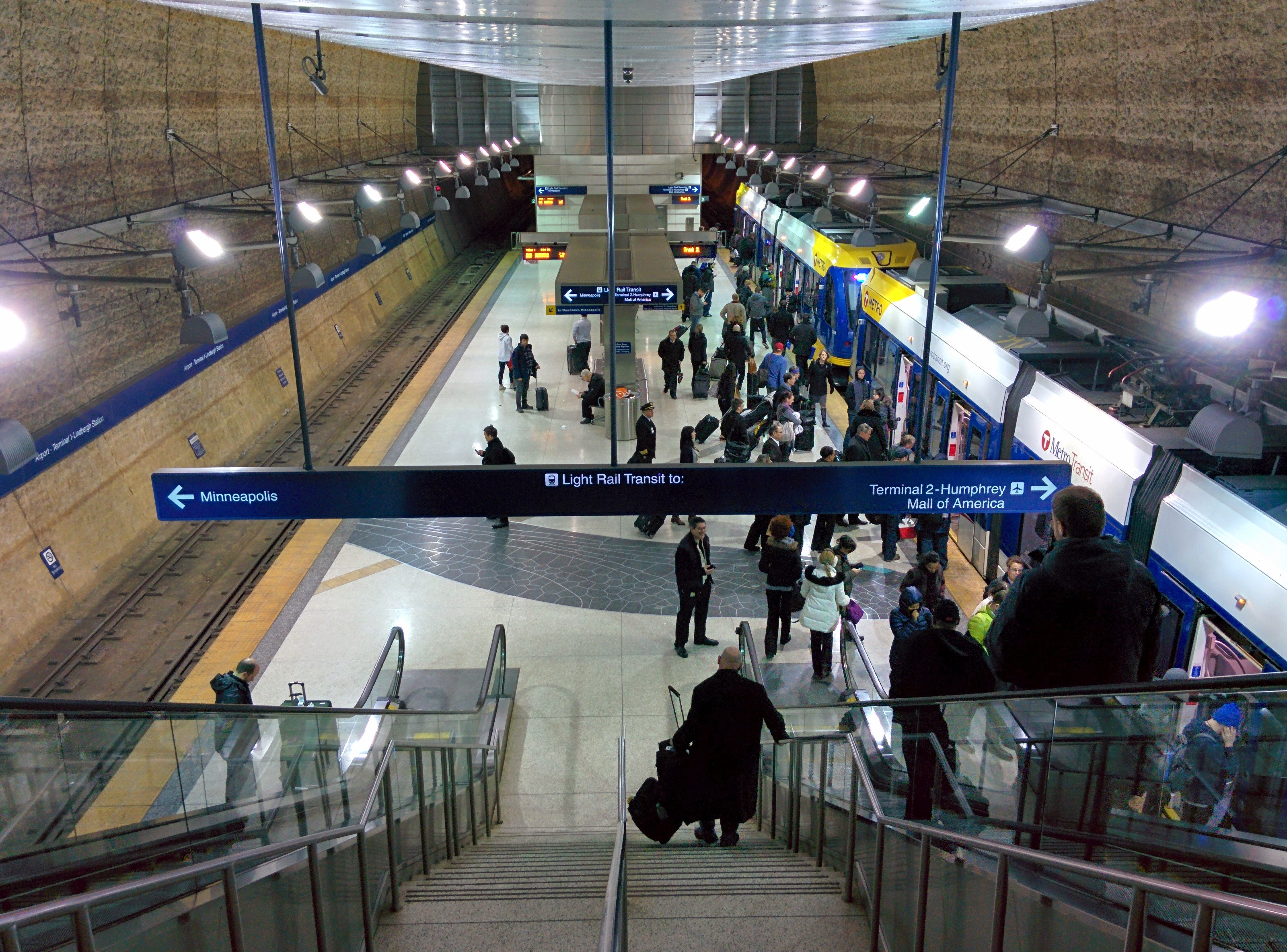
Station der Blue Line am Terminal 1

Die Blue Line verfügt über unterirdische Stationen unter beiden Terminals des Minneapolis-Saint Paul International Airport. Zwischen diesen beiden Stationen Terminal 1 Lindbergh und Terminal 2 Humphrey ist die Benützung der Blue Line kostenlos möglich. Ein Shuttle zwischen diesen beiden Stationen wird auch während der nächtlichen Betriebspause der Blue Line angeboten.

## Ausbaupläne
Sowohl an der Green Line als auch auf der Blue Line sind Verlängerungen in Planung oder schon in Bau. Beide Verlängerungen werden an der bisherigen Endstelle Target Field ihren Ausgang nehmen: Green Line in Richtung Südwesten, Blue Line hingegen Richtung Norden.

### Green Line

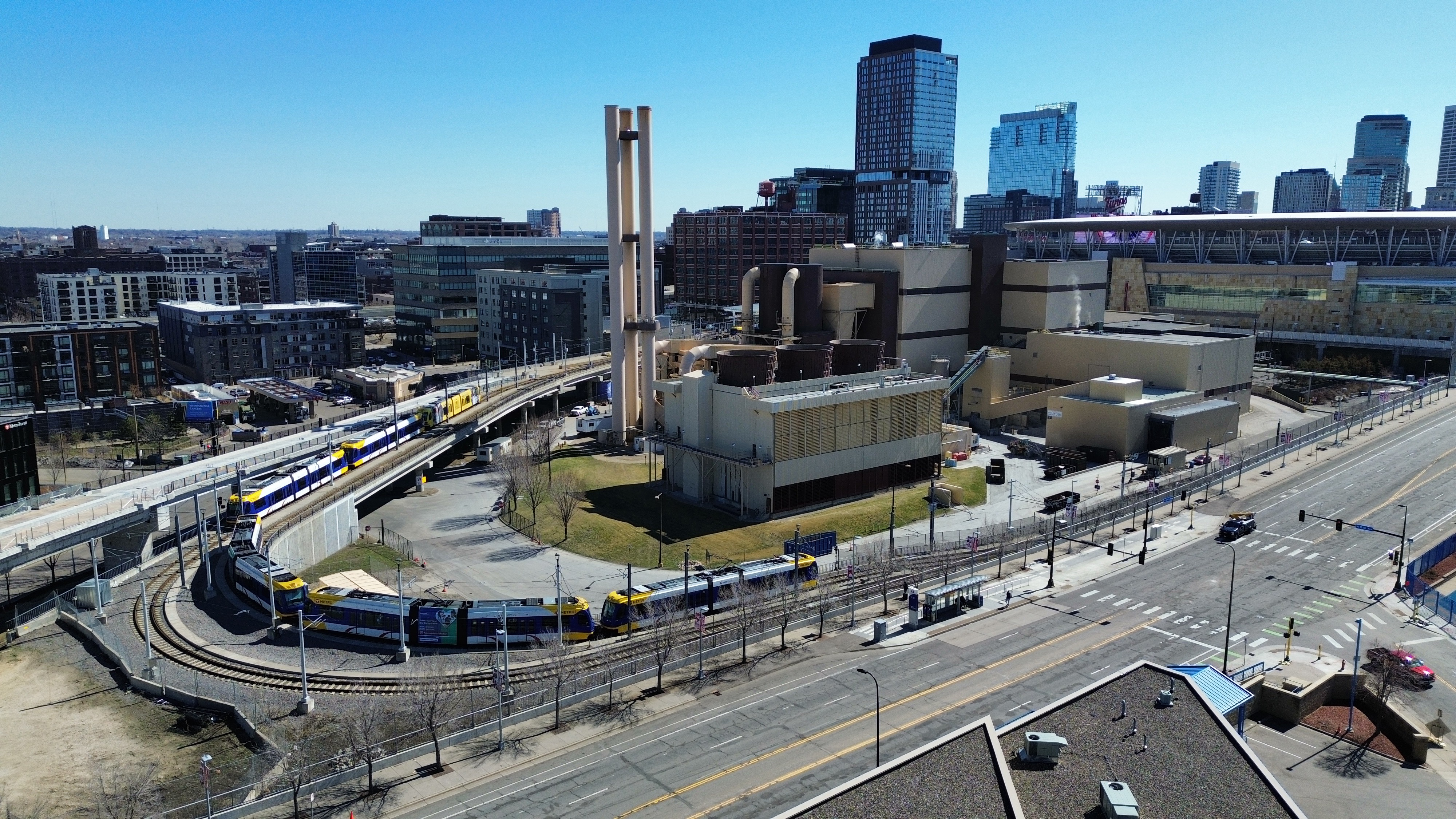
Endstelle Target Field. Die Baustelle zur Verlängerung der Green Line ist links zu sehen

Eine Verlängerung der Green Line um 23 Kilometer ist unter der anfänglichen Projektbezeichnung Southwest LRT in Bau. Ihre Eröffnung wurde für 2023 und dann 2025 angestrebt und ist mit Stand 2023 auf 2027 verschoben.

Die Verlängerung setzt die Strecke ab Target Field in Minneapolis in südwestliche Richtung fort. Vier Städte, die Vororte der Twin Cities im Hennepin County sind, sollen von der verlängerten Green Line bedient werden: St. Louis Park, Hopkins, Minnetonka und Eden Prairie.
Im Jahr 2021 waren die Bauarbeiten für diese Verlängerung bereits zu 60 % abgeschlossen. Satellitenbilder zeigten im Sommer 2025 teilweise schon verlegte Gleise.

### Blue Line
Diese, derzeit Bottineau-Line genannte, Verlängerung ist von Target Field aus in Richtung 13,4 Milestone, North Minneapolis, Robbinsdale, Crystal und Brooklyn Park geplant, ihre Länge soll 21,6 Kilometer (13,4 Meilen) betragen. Sie soll teilweise die Trasse einer Güterstrecke der BNSF nutzen.
Bürgerbeteilungsverfahren begannen im Sommer 2024.

## Depots
Derzeit bestehen zwei Depots. An der Green Line befindet sich die Operations and Maintainance Facility nebst Wendeschleife unmittelbar nach der Endstelle beim Saint Paul Union Depot. Die Blue Line Operations and Maintainance Facility befindet sich zwischen den Stationen Cedar-Riverside und Franklin Avenue der Blue Line. Hier sind Wendeschleifen in beide Richtungen vorhanden.

## Fahrzeuge

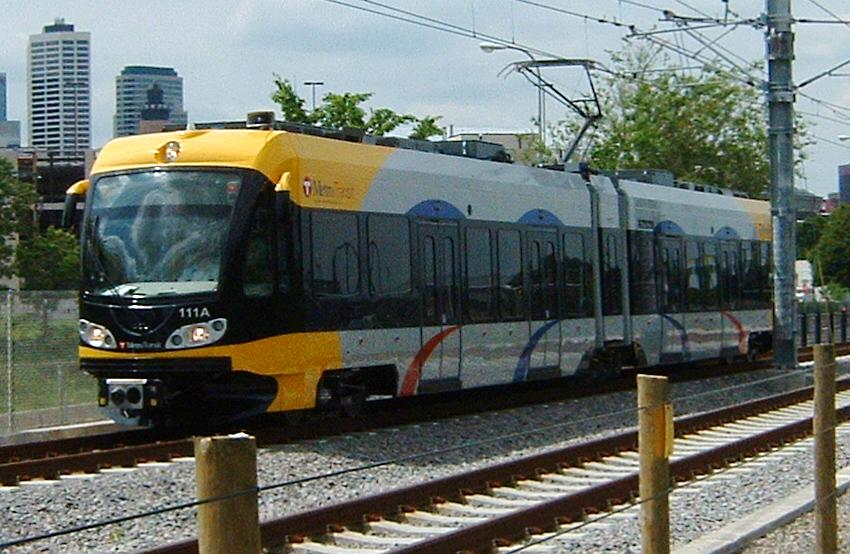
Zug der ersten Generation: Flexity Swift

Die ersten angeschafften Fahrzeuge waren 27 Flexity-Swift-Fahrzeuge von Bombardier. Die über eine Oberleitung mit Strom versorgten Stadtbahnen verkehren mit einer Betriebsgeschwindigkeit von bis zu 65 km/h – innerhalb der Innenstadt allerdings meist deutlich langsamer. Die Fahrzeuge haben einen Niederfluranteil von 70 Prozent und ermöglichen einen barrierefreien Zugang zu allen Stationen. Jeder Wagen bietet 66 Sitz- und 120 Stehplätze, wobei zuerst nur ein bis zwei Wagen als Einheit verkehren konnten, seit 2010 sind auch drei Wagen möglich.

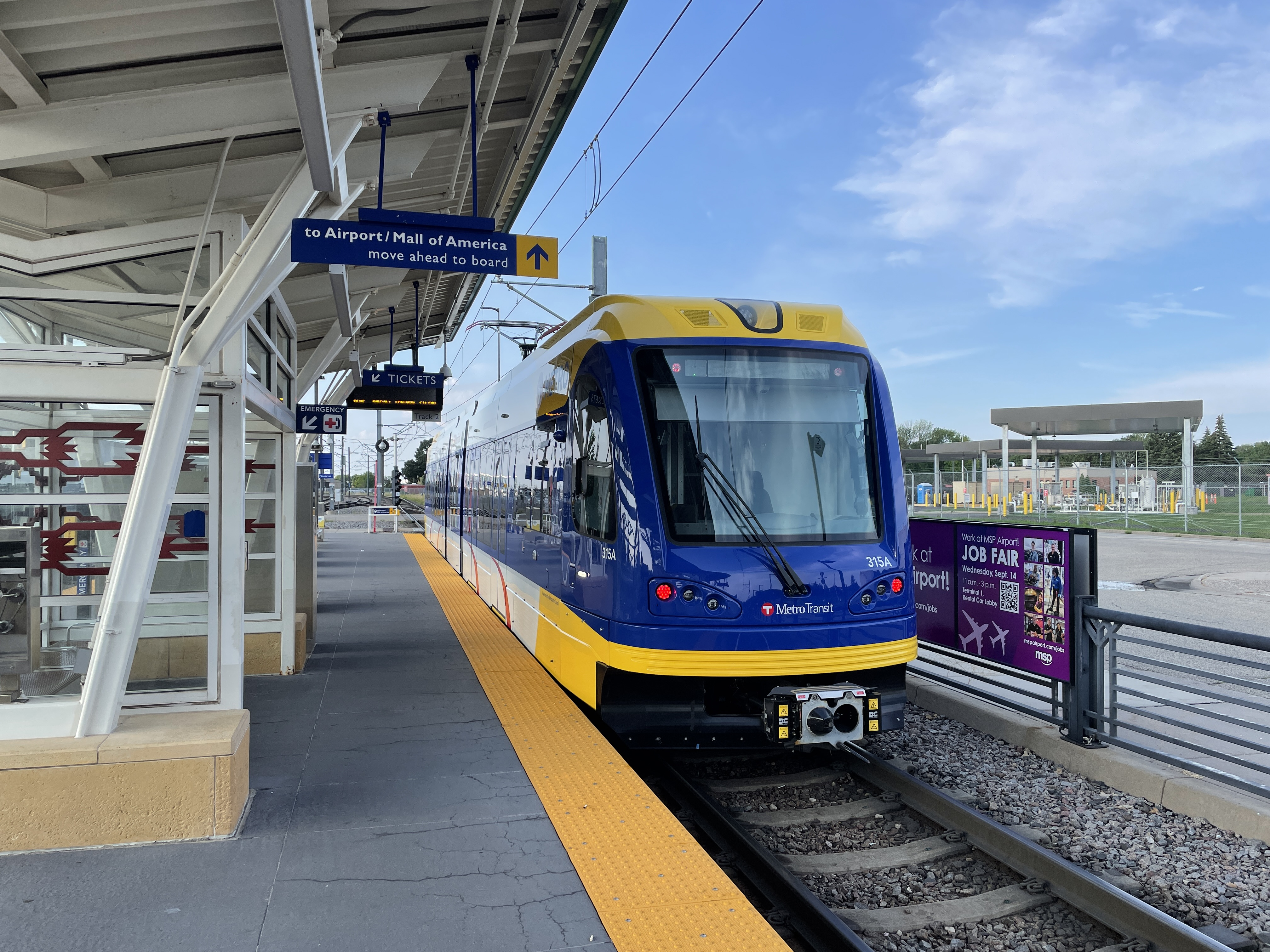
Zug der dritten Generation in der Station Fort Snelling

Die zweite Serie der Minneapolis verkehrenden Stadtbahnwagen besteht aus 59 Zügen des Typs Siemens Avanto, Version S70, die ab 2012 ausgeliefert wurden. Davon war die Mehrzahl für die neue Green Line bestimmt, zwölf Wagen fahren jedoch auch auf der Blue Line, um den Mehrbedarf an Fahrzeugen für den Einsatz von Drei-Wagen-Zügen abzudecken.
Als dritte Generation wurden ab 2020 wiederum Fahrzeuge der Familie Siemens Avanto beschfft, nun aber in der Version S700.